# 崁子頭
崁子頭，原寫為崁仔頭，是臺灣臺南市白河區的一個傳統地域名稱，位於該區西南部。相較於今日行政區，其範圍大致包括崁頭里不含東南端、六溪里西北端、大林里南部中西段。
本地區境內主要聚落為崁仔頭、中洲、莿桐崎等。

## 歷史
台灣日治初期，崁子頭地區為一街庄，稱為「崁仔頭庄」（舊制街庄），隸屬於哆囉嘓西堡。該庄昔日北邊最西段隔急水溪支流白水溪與店仔口街為界，北邊其餘部分與糞箕湖庄為鄰，東與關仔嶺庄為鄰，南邊東段隔急水溪另一支流六重溪的支流及六重溪本流與六重溪庄為界，南邊西段及西南邊至西邊隔六重溪分別與大客庄、番社街為界。
1901年（日治明治三十四年）11月11日，全台廢縣廳改設二十廳，該庄隸屬於鹽水港廳。1904年（明治三十七年）4月1日，該庄編入「糞箕湖區」，隸屬於鹽水港廳。1906年（明治三十九年）4月1日，鹽水港廳內管轄區域調整，該庄改隸屬於「店仔口區」。1909年（明治四十二年）10月25日，全台合併二十廳為十二廳，店仔口區改隸屬於嘉義廳。1920年（大正九年）10月1日，全台地方制度大改正，廢十二廳改設五州二廳，該庄改制並雅化為「崁子頭」大字，隸屬於臺南州新營郡白河庄（新制街庄）。1943年10月，白河庄升格為白河街。
戰後白河街改制為白河鎮，隸屬於臺南縣，大字亦改制為里。1950年（民國39年）10月25日，雲、嘉、南分治，白河鎮仍隸屬於臺南縣。2010年（民國99年）12月25日，臺南縣、市合併為直轄臺南市，白河鎮改制為白河區。

## 聚落
本地區發展較早的聚落有崁仔頭、中洲、土庫、竹帷、莿桐崎、石廟、樣仔坑等，在日治期初期的官方地圖上已有記載。

## 交通
國道3號又稱「福爾摩沙高速公路」，是貫穿臺灣西部的兩條縱向高速公路之一，經過本地區中部略偏東，並在北部邊界外不遠處的市道172號交會口設有白河交流道。由此可快速前往國道3號沿線各地。
區道南96線是河東至岩前的道路，經過本地區東北端。
區道南97線是河東至南寮的道路，經過本地區石廟聚落旁。
區道南97-1線是山仔腳至莿桐寮的道路，全線幾乎全部落在本地區境內。其北側端點（起點）位於本地區北部偏東的區道南97線路口，南側端點位於莿桐崎聚落東郊。
區道南101線是白河至中洲的道路，經過本地區西部的西勢尾聚落。